# 무명인
"무명인"(일본어: ゲノムハザード　ある天才科学者の5日間)은 2014년에 개봉한 한일 합작 영화이다.

## 캐스팅
- 니시지마 히데토시 : 이시가미 타케토 / 오진우 역
- 김효진 : 강지원 역
- 마키 요코 : 미유키 역
- 하마다 마나부 : 이부키 역
- 나카무라 유리 : 한유리 역
- 이부 마사토 : Dr. 사토 역
- 이경영 : 유강진 역
- 박동하 : 양기택 역
- 토다 마사히로 : 나나미 역
- 반도 타쿠미 : 겐자키 역
- 박해준 : 쿠로사키 역
- 나하나 : 카요코 역

## 같이 보기
- 게놈 해저드